# Ich geh und suche mit Verlangen, BWV 49

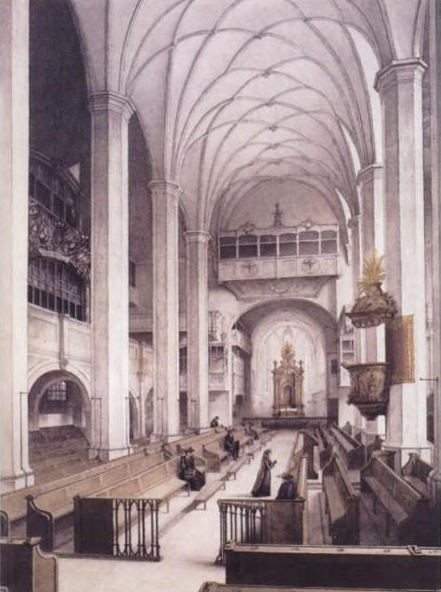
Thomaskirche, Leipzig.

Ich geh und suche mit Verlangen, BWV 49 (Yo voy y te busco con anhelo) es una cantata de iglesia escrita por Johann Sebastian Bach en Leipzig para el vigésimo domingo después de la Trinidad y estrenada el 3 de noviembre de 1726.

## Historia
Bach compuso esta obra durante su cuarto año como Thomaskantor en Leipzig para el vigésimo domingo después de la Trinidad. Forma parte de su tercer ciclo anual de cantatas. La cantata fue interpretada por primera vez el 3 de noviembre de 1726.

## Análisis

### Texto
Las lecturas establecidas para ese día eran de la epístola a los efesios, "andad con diligencia... como sabios," (Efesios 5:15-21), y del evangelio según San Mateo, la parábola del banquete de boda (Mateo 22:1-14).
El término alemán utilizado en la traducción de la Biblia hecha por Lutero es Hochzeitsmahl (banquete de boda). La cantata es denominada Dialogus, ya que es un diálogo entre el alma y Jesús, su prometido. La fuente para el diálogo es, aquí como en muchas otras obras, el Cantar de los Cantares. Un poeta desconocido tomó el banquete de boda del evangelio el alma como la novia a quien Jesús invita a su boda, mientras que los otros personajes de la historia no se mencionan en la cantata. El poeta alude a la Biblia en múltiples ocasiones, comparando a la prometida con una paloma como en Cantares 5:2 y Cantares 6:9, haciendo referencia al banquete del Señor (Isaías 25:6), al vínculo entre el Señor e Israel (Oseas 2:21), a la fidelidad hasta la muerte (Revelaciones 3:20), en el movimiento final a "Sí, yo te he amado con un amor eterno: por tanto con amorosa bondad te he atraído". (Jeremías 31:3). En lugar del coral final, Bach combina esta idea cantada por el bajo con la séptima estrofa de la mística canción nupcial "Wie schön leuchtet der Morgenstern" de Philipp Nicolai, asignada a la soprano.

### Instrumentación
La obra está escrita para dos solistas vocales (soprano y bajo); oboe d'amore, dos violines, viola, violonchelo piccolo, órgano y bajo continuo. Klaus Hofmann resume: "Bach ha vestido su música con las 'prendas de boda' de una orquestación exquisita".

### Estructura
Consta de seis movimientos.
1. Sinfonia
2. Aria (bajo): Ich geh und suche mit Verlangen
3. Recitativo (soprano, bajo): Mein Mahl ist zubereit'
4. Aria (soprano): Ich bin herrlich, ich bin schön
5. Recitativo (soprano, bajo): Mein Glaube hat mich selbst so angezogen
6. Aria (bajo) + Coral (soprano): Dich hab ich je und je geliebet – Wie bin ich doch so herzlich froh

La cantata se abre con una sinfonia para órgano concertante y orquesta, probablemente el movimiento final de un concierto perdido que compuso en Köthen, que sirvió de modelo para el Concierto para clave n.º 2 en mi mayor, BWV 1053. Dos semanas antes, Bach había usado los otros dos movimientos de ese concierto en su cantata Gott soll allein mein Herze haben, BWV 169. El bajo como vox Christi canta las palabras de Jesús. En el aria para soprano "Ich bin herrlich, ich bin schön" (Soy gloriosa, soy bella) la novia refleja su belleza como vestida en "seines Heils Gerechtigkeit" (la justicia de su salvación), acompañada por el oboe d'amore y el violonchelo piccolo. La cantata no finaliza con el habitual coral arreglado a cuatro voces, sino con un dúo amoroso del alma (soprano) y Jesús (bajo). Incorpora un final coral, la séptima estrofa del himno de Nicolai, con el verso "Deiner wart ich mit Verlangen" (Te espero con añoranza), mientras el bajo responde: "Siempre te he amado, y por eso te atraigo hacia mí. Vendré pronto. Me encuentro ante la puerta: abre, mi morada!" John Eliot Gardiner describe el carácter de la música, acompañada por el órgano obbligato, como "erótico-religiosa". Hofmann señala que la figuración del órgano expresa sonoramente el texto del cantus firmus: "Wie bin ich doch so herzlich froh!" (¡Cuán sinceramente feliz soy!) El musicólogo Julian Mincham sugiere que esta cantata "exuda un mayor grado de intensidad personal" que las dos anteriores escritas para este día, BWV 162 y 180.

## Discografía selecta
De esta pieza se han realizado una serie de grabaciones entre las que destacan las siguientes.
- 1961 – J.S. Bach: Cantatas BWV 49 & 84. Wilhelm Ehmann, Westfälische Kantorei (Nonesuch)
- 1982 – Die Bach Kantate  Vol. 55. Helmuth Rilling, Bach-Collegium Stuttgart (Hänssler)
- 1993 – J.S. Bach: Cantatas BWV 82, 49, 58. Sigiswald Kuijken, La Petite Bande (Accent)
- 1993 – J.S. Bach: Cantatas with Violoncelle Piccolo. Christophe Coin, Ensemble Baroque de Limoges (Auvidis Astrée)
- 2000 – Bach Edition Vol. 15: Cantatas Vol. 8. Pieter Jan Leusink, Holland Boys Choir, Netherlands Bach Collegium (Brilliant Classics)
- 2000 – Bach Cantatas Vol. 11. John Eliot Gardiner, Monteverdi Choir, English Baroque Soloists (Soli Deo Gloria)
- 2001 – J.S. Bach: Complete Cantatas Vol. 16. Ton Koopman, Amsterdam Baroque Orchestra & Choir (Antoine Marchand)
- 2011 – J.S. Bach: Cantatas Vol. 50. Masaaki Suzuki, Bach Collegium Japan (BIS)